# Пісняр-віялохвіст
Пісняр-віялохвіст (Basileuterus lachrymosus) — вид горобцеподібних птахів родини піснярових (Parulidae). Мешкає в Мексиці та Центральній Америці.

## Опис
Довжина птаха становить 14,5-16 см, вага 14,2-16,5 г. Довжина крила самця становить 6,9-8 см, довжина крила самиці 6,7-7,6 см. Голова сіра. тім'я чорне, посередені тімені жовта смуга, на обличчі білі плями. Верхня частина тіла сіра, крила і хвіст темно-сіра, нижні покривні пера хвоста білі. Горло і нижня частина тіла жовті, груди і боки жовтувато-коричневі. Дзьоб чорний, великий і міцний, лапи тілесного кольору.

## Таксономія
Пісняр-віялохвіст був описаний Шарлєм Люсьєном Бонапартом в 1850 році. Дослідники виділяли птаха в монотиповий рід Пісняр-віялохвіст (Euthlypis), однак за результатами молекулярно-генетичного дослідження від був віднесений до роду Коронник (Basileuterus).

### Підвиди
Виділяють три підвиди:
- B. l. tephrus (Ridgway, 1902) — західна Мексика;
- B. l. schistaceus (Dickey & Van Rossem, 1926) — південно-західна Мексика;
- B. l. lachrymosus Bonaparte, 1850 — південна Мексика, Гватемала, Гондурас, Сальвадор, Нікарагуа.

## Поширення і екологія
Піснярі-віялохвости поширені в Мексиці, Гватемалі, Гондурасі, Сальвадорі і Нікарагуа, іноді трапляються на півдні США, в Аризоні, Нью-Мексико і Техасі. Вони живуть в тропічних вологих рівнинних лісах з густим підліском, на узліссях і в ярах на висоті до 1200 м над рівнем моря. Харчуються комахами, особливо полюбляють мурах. Спостерігалися випадки, коли піснярі-віялохвости слідували за іншими птахами або дев'ятисмугими броненосцями і ловили потривожених комах. Сезон розмноження триває з березня по червень.